# Aleksandyr Kolew
Aleksandyr Lubomirow Kolew (bułg. Александър Любомиров Колев, ur. 8 grudnia 1992 w Sofii) – bułgarski piłkarz występujący na pozycji napastnika w bułgarskim klubie Lewski Sofia.

## Kariera klubowa
Wychowanej bułgarskiego Lewskiego. Swoją seniorską karierę piłkarską Kolew rozpoczął w belgijskim klubie KFC Dessel Sport.
3 stycznia 2017 został zawodnikiem I-ligowej Stali Mielec, w której w rundzie wiosennej sezonu 2016/17 rozegrał piętnaście spotkań, w których strzelił 7 goli. 6 czerwca 2017 podpisał dwuletni kontrakt z ekstraklasową Sandecją Nowy Sącz. W umowie zawarto opcję jego przedłużenia o kolejny sezon.  5 stycznia 2021 wrócił do Stali Mielec.

## Kariera reprezentacyjna
W latach 2012–2015 występował w reprezentacji Bułgarii U-21.

## Sukcesy
Arka Gdynia
- Superpuchar Polski: 2018